# Malmberget
Malmberget (lulesamisch Málmmavárre; meänkieli Malmivaara) ist ein Ort in der schwedischen Provinz Norrbottens län und der historischen Provinz Lappland, etwa 70 km nördlich des Polarkreises.

## Geografie und Geschichte

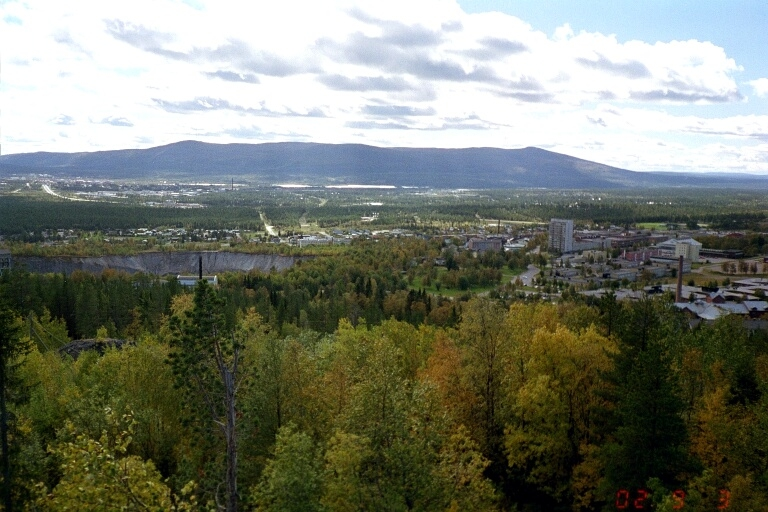
Blick über den Ort

Der Ort in der Gemeinde Gällivare ist hauptsächlich für seine Eisenerzgruben bekannt. 1741 wurde hier zum ersten Mal Eisenerz gebrochen. Nachdem 1888 die Erzbahn zunächst vom Ostseehafen Luleå bis zu den Gruben fertiggestellt war (1902/1903 auch zum ganzjährig eisfreien Narvik am Atlantik), setzte ein sogenannter „Erzrausch“ ein, vergleichbar mit dem Goldrausch in Nordamerika. In den ersten Jahren lebten die Bergmänner in Hütten, die sie aus leeren Dynamitkisten zusammengezimmert hatten.
Durch Malmberget verläuft eine 250 Meter tiefe Grube, die den Ort in zwei Teile teilt. Kontinuierlich werden Gebäude und Wege abgerissen, da sie in das Gebiet mit Einsturzgefahr gelangen. So wurde 1974 eine Kirche vom Rand der Grube in das vom Erz befreite Innere der Grube versetzt. Auch andere historische Gebäude wurden nicht abgerissen, sondern in einer Entfernung von einigen Kilometern auf ein neues Fundament gesetzt. In den letzten Jahrzehnten hat sich die Einwohnerzahl stark verringert. Auch hierfür ist die Ausdehnung der Gefahrenzone einer der Hauptgründe. So begann man, die Menschen ins drei Kilometer südlich gelegene Gällivare umzusiedeln, das mittlerweile größer ist als der ursprüngliche Hauptort Malmberget.
Der heute unbebaute Streifen zwischen den beiden Ortsteilen ist etwa 500 Meter breit, sodass das Statistiska centralbyrån 2015 erstmals zwei separate Tätorter auswies. Der etwas bevölkerungsreichere Westteil, in dem sich auch die meisten öffentlichen Einrichtungen befinden, heißt weiterhin Malmberget, der östliche Teil mit den traditionellen Ortsteilbezeichnungen Malmsta und Kilen wird als Tätort Malmberget östra („Malmberget Ost“) genannt. Die Einwohnerzahl beider Ortsteile zusammen beträgt heute weniger als ein Drittel des Maximalwertes aus den 1970er-Jahren.
In Malmberget gibt es ein Grubenmuseum, in dem die Geschichte des örtlichen Erzbergbaus von der Entdeckung der Lagerstätten bis in die heutige Zeit dargestellt ist. Auch eine außergewöhnliche Mineralsammlung und eine Fotoausstellung sind hier zu besichtigen.

## Söhne und Töchter der Stadt
- Harry Åhman (1912–1992), Fernschachmeister und ein Schachorganisator
- Kurt Andersson (* 1939), Eishockey- und Fußballnationalspieler
- Olle Martinsson (1944–2021), Skispringer
- Göran Forsmark (1955–2020), schwedischer Schauspieler
- Åsa Regnér (* 1964), Politikerin
- Jan Boklöv (* 1966), Skispringer
- Jörgen Pääjärvi (* 1969), Freestyle-Skier
- William Poromaa (* 2000), Skilangläufer

## Varia
Malmberget ist Schauplatz des 44. Kapitels von Selma Lagerlöfs Roman Die wunderbare Reise des kleinen Nils Holgersson mit den Wildgänsen.